# Ісмаїл аль-Мутаваккіль
Ісмаїл аль-Мутаваккіль (араб. إسماعيل بن أحمد الكبسي; 1610 – 15 серпня 1676) – імам Ємену. За часів його правління відбулось найбільше розширення єменської території.

## Життєпис
Був сином засновника Касимідської монархії аль-Мансура аль-Касіма. 1644 року помер його старший брат Мухаммед аль-Муайяд бін аль-Мансур. Після цього спалахнула братерська боротьба за імамат. Зрештою всі інші брати все ж підтримали Ісмаїла. У єменських джерелах його правління характеризується позитивно. Однак, 1648 року виникла суперечка між імамом та різними улемами щодо податкової політики. Коли Ісмаїлу вдалось установити громадський порядок у розколотому єменському суспільстві, до держави почали приїжджати торговці з інших країн. Торгівля кавою через порт Моха суттєво збільшила прибутки уряду імама.
Влада Ісмаїла аль-Мутаваккіля поступово поширилась на схід уздовж південного узбережжя Аравії. 1644 року був завойований Аден. 1658 року імам відновив свою владу на території до самого Дофару. Утім, завоювання Хадрамауту вилилось у протистояння з султаном Оману бін Саїфом. Контролюючи море у тому регіоні, оманці змогли здійснити рейд до Ємену. Нестабільність на морі призвела до зниження імпорту товарів у єменських портах.
У XVII столітті Ємен був не надто відкритою державою. Втім, його роль як практично єдиного виробника кави у світі, зробила країну важливою ланкою торгівлі в Індійському океані. 1646 року до імама прибуло ефіопське посольство, а візит єменців у відповідь відбувся наступного року. Також імам мав гарні стосунки з імперією Великих Моголів – на той час головним торговельним партнером Ємену на західному узбережжі Індії було місто Сурат. Разом з тим, Османська імперія, що втратила контроль над Єменом 1635 року, планувала новий наступ на країну 1674 року, але османи не наважились на таку експансію через страх перед Португалією.
Ісмаїл аль-Мутаваккіль помер 1676 року, після чого спалахнула боротьба за владу між двох його племінників. Зрештою, імамат успадкував Ахмад аль-Магді.